# Институт изучения Улуса Джучи
Научно-исследовательский институт изучения Улуса Джучи (каз. Жошы ұлысын зерттеу жөніндегі ғылыми-зерттеу институты) — казахстанское научное учреждение, специализирующееся на изучении Улуса Джучи (Золотой Орды) и Казахского ханства.

## История
Процесс становления Научно-исследовательского института изучения Улуса Джучи продолжается и до настоящего времени. Идея создания учреждения была озвучена Президентом Республики Казахстан в августе 2020 года. В октябре 2021 года вышло Постановление Правительства Республики Казахстан о создании института. Юридическое оформление завершилось в апреле 2022 года: были получены учредительные документы, утверждён Устав, определён юридический адрес, сформирован уставной капитал и завершены все необходимые юридические процедуры.
Финансирование института началось в феврале 2023 года. Первым научным проектом стал проект программно-целевого финансирования, посвящённый изучению истории улуса Чагатая, Могулистана и улуса Хайду. Этот проект стал стартовой научной инициативой института, над которой начали работать его учёные.
В рамках проекта было подготовлено около десяти различных изданий, включая сборники переводов источников, отдельные книги, посвящённые истории улуса Чагатая и государства Могулистан, а также энциклопедию, содержащую статьи о выдающихся политических и исторических деятелях улуса Чагатая, улуса Угедея, улуса Хайду и Могулистана.

## Руководство
Директором Научно-исследовательского института изучения Улуса Джучи является Сабитов Жаксылык Муратович — казахстанский историк-медиевист, доктор PhD, политолог, генетик, специалист по истории Золотой Орды, Казахского ханства и генеалогии чингизидов. Он также является доцентом кафедры политологии Евразийского национального университета имени Л. Н. Гумилёва.
В сферу его научных интересов входят этнополитология, история Казахстана, популяционная генетика, генетическая генеалогия, а также изучение Золотой Орды и Казахского ханства.

## Цели и задачи
Научно-исследовательский институт изучения Улуса Джучи создан с целью всестороннего изучения истории Улуса Джучи (Золотой Орды), Казахского ханства и других историко-государственных образований, существовавших на территории Казахстана. Основное внимание уделяется периоду, начинающемуся с образования Улуса Джучи (около 1224—1225 гг.) и завершающемуся эпохой последнего общеказахского хана Кенесары (1847 г.).
Институт осуществляет перевод и научный анализ письменных источников, а также занимается подготовкой и публикацией монографий, энциклопедий, научных и научно-популярных трудов. Одним из приоритетов является введение в научный оборот ранее не изученных материалов, развитие историко-генеалогических и популяционно-генетических исследований.
Важное место в деятельности института занимает проведение научных конференций, круглых столов, лекций и других просветительских мероприятий, направленных на популяризацию исторического наследия и формирование национального исторического самосознания. Институт также сотрудничает с отечественными и зарубежными научными центрами, объединяя усилия исследователей в области этнополитологии, истории Казахстана, генетической генеалогии и смежных дисциплин.